# ピーテル・バステイン
ピーテル・バステイン（Pieter Bustijn, 1649年 ミデルブルフ - 1729年 ミデルブルフ）は、オランダの音楽家。

## 生涯
バステインは1649年、オランダ共和国南東部ゼーラント州の町ミデルブルフに生まれた。祖先はフランスより移住してきたと伝えられている。事績はわずかに知られるのみであり、1681年、新教会オルガン奏者、ならびにカリヨン奏者に任ぜられ、終身その任にあった。その生涯、ミデルブルフを離れることはなく、1729年に没した。

## 作品
唯一伝わる作品に、1721年頃に出版された『クラヴサンのための9つの組曲』がある。組曲は標準的な舞曲からなるが、冒頭には多様な前奏曲が置かれ（第9組曲のみはイントラーダ）、これにアルマンド、クーラント、サラバンド、ジーグが続く。時折、ガヴォット、ブーレ、アリア、変奏が挿入されている。